# Cantó de Montoire-sur-le-Loir
El cantó de Montoire-sur-le-Loir és un cantó francès del departament de Loir i Cher, situat al districte de Vendôme. Té 18 municipis i el cap és Montoire-sur-le-Loir.

## Municipis
- Artins
- Couture-sur-Loir
- Les Essarts
- Les Hayes
- Houssay
- Lavardin
- Montoire-sur-le-Loir
- Montrouveau
- Les Roches-l'Évêque
- Saint-Arnoult
- Saint-Jacques-des-Guérets
- Saint-Martin-des-Bois
- Saint-Rimay
- Ternay
- Tréhet
- Trôo
- Villavard
- Villedieu-le-Château

## Història
| Data d'elecció                           | Identitat         | Partit                     | Qualitat |
| ---------------------------------------- | ----------------- | -------------------------- | -------- |
| 1945-1965                                | M. Doucet         | SFIO                       |          |
| 1965-1986                                | Charles Beaupetit | Divers droite, després UDF |          |
| 1986-1998                                | Simone Beaupetit  | UDF                        |          |
| 1998-2004                                | Hubert Bretheau   | Divers droite              |          |
| 2004-2011                                | Michel Cureau     | PS                         |          |
| 2011-                                    | Philippe Mercier  | Divers droite              |          |
| les dades anteriors no són pas conegudes |                   |                            |          |
|                                          |                   |                            |          |

## Demografia
| A partir de 1990: Població sense dobles comptes |